# Kundmannia sicula
Kundmannia sicula là một loài thực vật có hoa trong họ Hoa tán. Loài này được (L.) DC. mô tả khoa học đầu tiên năm 1830.

## Hình ảnh

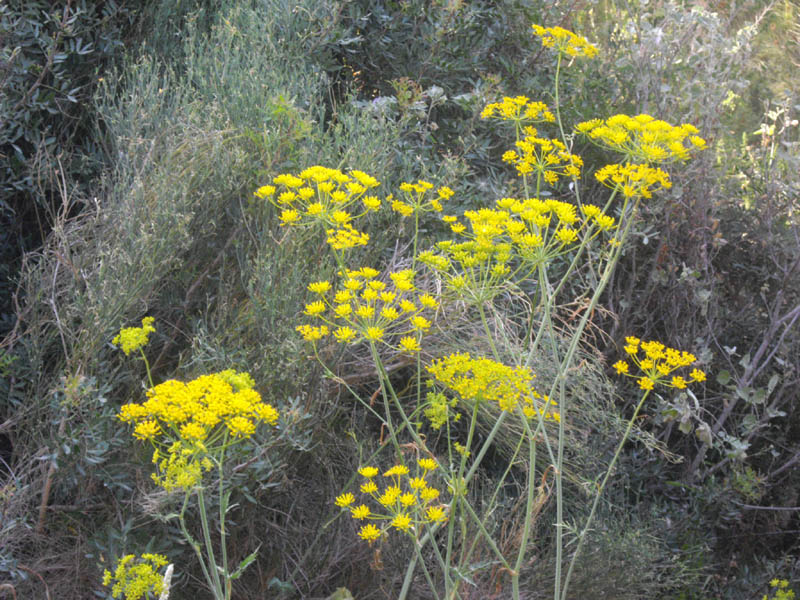
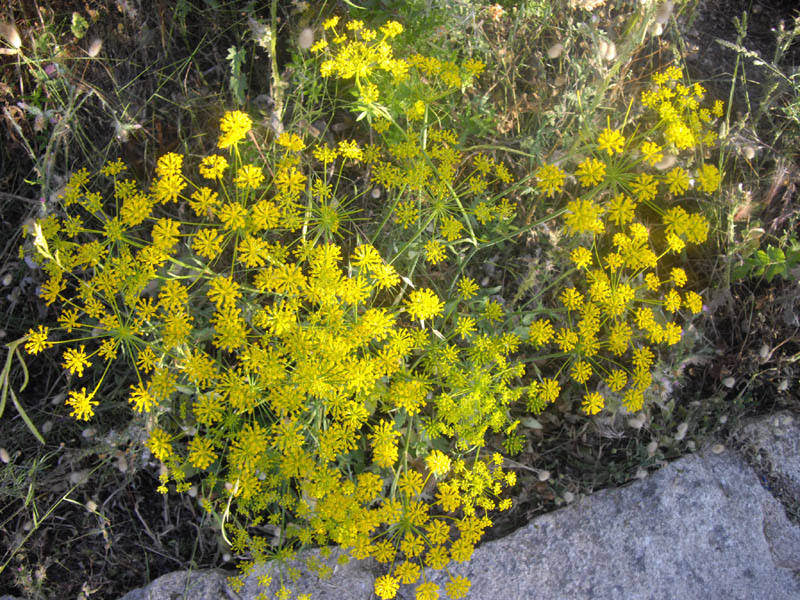